# Hima Douglas
Hima Ikimotu Douglas (auch: Himalea I Takelesi, geb. 1946 oder 1947) ist ein Rundfunksprecher, Politiker und Diplomat von Niue. Er war Speaker der Niue Fono Ekepule (Niue Assembly).

## Leben
Douglas erhielt seine Ausbildung in Neuseeland, wo er einen Abschluss in Rechnungswesen gemacht hat. Er arbeitete für den Rundfunk und als Angestellter im öffentlichen Dienst für die South Pacific Commission und die Regierung von Niue. Lange Jahre war er Manager der Broadcasting Corporation of Niue. Er wurde in den Wahlen 1999 in die Niue Fono Ekepule gewählt, aber trat nach der Hälfte der Legislaturperiode zurück um als Niues erster Hochkommissar nach Neuseeland zu gehen. Nach seiner Rückkehr nach Niue wurde er 2005 wiedergewählt. 2008 verlor er sein Mandat jedoch wieder.
Im Juni 2020 wurde er als Speaker der Nationalversammlung gewählt in Nachfolge von Togiavalu Pihigia.
| Vorgänger | Amt                                            | Nachfolger     |
| --------- | ---------------------------------------------- | -------------- |
| —         | Hochkommissar von Niue in Neuseeland 1999–2005 | Sisilia Talagi |